# Batalla de Leyte
La batalla de Leyte fue una invasión anfibia en el Golfo de Leyte, Filipinas por fuerzas norteamericanas y guerrilleros filipinos bajo el mando del general Douglas MacArthur, que luchó contra el Ejército Imperial Japonés en Filipinas encabezado por el general Tomoyuki Yamashita desde el 20 de octubre al 31 de diciembre de 1944, en el marco de la campaña del Pacífico de la Segunda Guerra Mundial. La operación, con el nombre en código King Two, lanzó la campaña de Filipinas de 1944 a 1945 para la recuperación y la liberación de todo el archipiélago filipino y poner fin a casi tres años de ocupación japonesa.
Esta fue también la primera batalla en la que los japoneses utilizaron pilotos kamikaze.

## Antecedentes

Las fuerzas anfibias se acercan a Leyte, octubre de 1944.

Japón había conquistado las Filipinas en 1942. Controlarlas era vital para la supervivencia de Japón en la Segunda Guerra Mundial, ya que por ahí pasaban las rutas marítimas a Borneo y Sumatra por las cuales el caucho y el petróleo llegaban a Japón.
Para los EE. UU., la captura de las Filipinas era un paso estratégico clave en el aislamiento de material bélico para el Imperio del Japón en China y en el teatro del Pacífico. También fue un asunto personal de orgullo para MacArthur. En 1942, justo un mes antes de que Japón forzara la rendición de todas las fuerzas USAFFE en Filipinas, el presidente Franklin D. Roosevelt había ordenado a MacArthur dejar las Filipinas y organizar las fuerzas de Estados Unidos en Australia con otras fuerzas que estaban destinados a aliviar al USAFFE. Esas fuerzas de socorro eran inexistentes; las verdaderas intenciones de Roosevelt en el pedido a MacArthur era huir de Filipinas para evitar su captura por los japoneses. Aun así, MacArthur había prometido que iba a regresar a Filipinas. En repetidas ocasiones dijo que era una obligación moral de los EE. UU. liberar las Filipinas a la brevedad posible.
Desde septiembre hasta principios de octubre de 1944, aviones de los portaaviones de la Tercera Flota de Estados Unidos al mando del almirante William F. Halsey llevaron a cabo varias misiones exitosas. Durante las campañas de Palaos y Morotai, destruyeron alrededor de 500 aviones enemigos y 180 buques mercantes de alta mar. Estas acciones exitosas en las Filipinas, Okinawa y Formosa (actual Taiwán), indicaron que una invasión a la propia Filipinas ahora era factible.

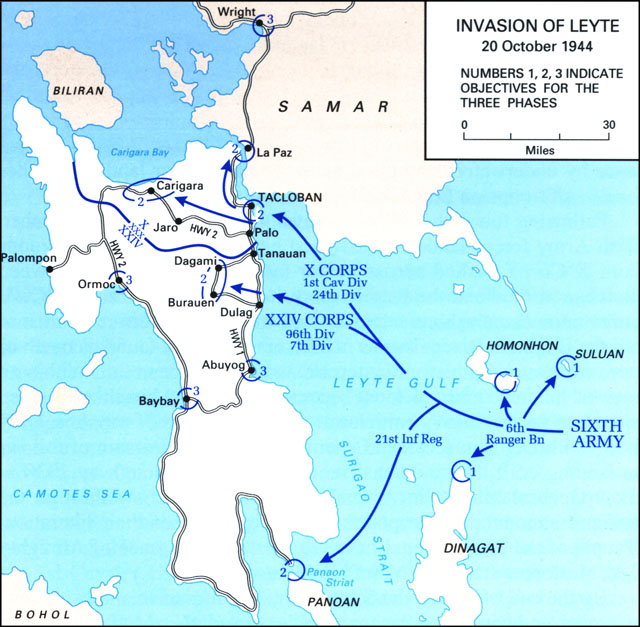
Mapa de la invasión de Leyte, 20 de octubre de 1944.

Leyte, una de las islas filipinas de mayor tamaño, tiene numerosos enfoques de aguas profundas y playas de arena que ofrecen oportunidades para asaltos anfibios y rápido reabastecimiento. Los caminos y las tierras bajas que se extienden hacia el interior desde la autopista 1, que recorren 64 km a lo largo de la costa este entre la ciudad de Abuyog hacia el norte y el estrecho de San Juanico entre las islas de Leyte y Samar, servían para las operaciones de depósito de infantería, así como el suelo es apto para la construcción de un aeródromo. Si las fuerzas aéreas estadounidenses tuvieran una base en Leyte, podrían atacar bases y aeródromos enemigos en cualquier parte del archipiélago.
Una cadena montañosa de norte a sur muy boscosa domina el interior y separa dos valles considerables, o llanuras costeras. El valle de Leyte se extiende desde la costa norte de la larga costa oriental y contiene la mayoría de las ciudades y carreteras de la isla. El otro, el valle de Ormoc, está situado en el lado oeste, y se conectaba al valle de Leyte por una rotonda y un sinuoso camino, la carretera 2; esta se desarrollaba entre la ciudad de Palo en la costa este, luego iba al oeste y al noroeste a través de valle de Leyte hasta la costa norte, y luego volvía al sur y pasaba a través de un camino en el medio de la montaña para entrar en el norte del valle de Ormoc. Continuaba hacia el sur hasta el puerto de la ciudad de Ormoc, a continuación, a lo largo de la orilla occidental de la ciudad Baybay. El camino entonces giraba hacia el este para cruzar la cintura montañosa de la isla y se conecta con la autopista 1 en la costa este en Abuyog. Por debajo de estos pueblos, la tercera parte meridional de la zona montañosa de Leyte era en su mayoría sin infraestructuras ni habitantes. Los picos más altos en las montañas son mayores a los 1300 m, así como los afloramientos irregulares, barrancos y cuevas típicas de las islas volcánicas ofrecían formidables oportunidades defensivas. El momento en el que se desarrollaba el asalto, finales de año, obligaría a las tropas de combate y pilotos de apoyo, así como las unidades logísticas, lidiar con las lluvias del monzón.
La población de Leyte era de más de 900 000 personas, en su mayoría agricultores y pescadores, y se podía esperar ayuda para la invasión estadounidense, ya que muchos residentes ya apoyaban la lucha de las guerrillas contra los japoneses en cara a la dura represión que estos ejercían. Los efectivos japoneses en Leyte fueron estimados de 20 000 soldados por la inteligencia de EE. UU.; sobre todo de la 16.ª División bajo el mando del teniente general Shiro Makino.

## La batalla

### Desembarcos
Las operaciones preliminares para la invasión de Leyte comenzaron en la madrugada del 17 de octubre con las tareas de rastreo de minas y el movimiento del 6.º Batallón Ranger, que fueron acompañados por una compañía del 21.er Regimiento de Infantería hacia tres pequeñas islas en el Golfo de Leyte. Aunque con retraso por una tormenta, los Rangers estaban en las islas de Suluan y Dinagat antes de las 12:30. En Suluan, dispersaron a un pequeño grupo de defensores japoneses y destruyeron una estación de radio, mientras que encontraron Dinagat desocupada. En tanto, los Rangers procedieron a erigir luces de navegación para los transportes anfibios a seguir tres días después. Al día siguiente, una tercera isla, Homonhon, fue tomada sin ninguna oposición. Mientras tanto, los equipos de demolición submarina realizaban tareas de reconocimiento y descubrieron playas del desembarco claras para las tropas de asalto en Leyte.

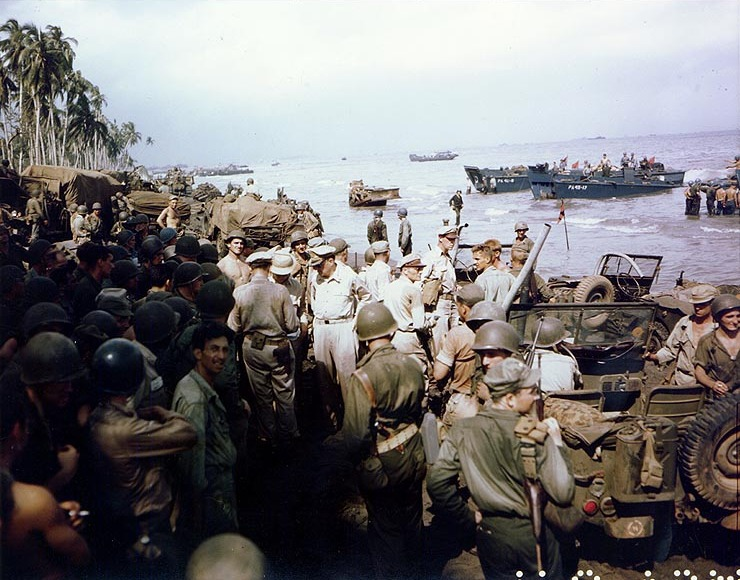
El general Douglas MacArthur (centro), acompañado por los tenientes generales George C. Kenney y Richard K. Sutherland y el mayor general Verne D. Mudge (comandante general, 1.ª División de Caballería), inspeccionan la cabeza de playa en la isla de Leyte, 20 de octubre de 1944.

Después de cuatro horas de fuego naval pesado en un día, 20 de octubre, las fuerzas del Sexto Ejército desembarcaron en las playas asignadas a las 10:00. El X Cuerpo avanzó a través de un tramo de 6,4 kilómetros de playa, entre el aeródromo de Tacloban y el río Palo. 24 km al sur, las unidades del XXIV Cuerpo llegaron a tierra a través de una camino de 4,8 km entre San José y el río Daguitan. Las tropas encontraron algo de resistencia en el terreno pantanoso, especialmente con los incendios japoneses. Una hora después de desembarcar en la isla, las unidades en la mayoría de los sectores se habían asegurado cabezas de playa de profundidad suficiente para recibir los vehículos pesados y grandes cantidades de suministros. Sólo en el sector de la 24.ª División de Infantería recibió fuego enemigo y las lanchas de desembarco tuvieron que desviarse de su tramo prefijado. Pero incluso ese sector era suficientemente seguro para las 13:30 para permitir que el general MacArthur pudiera hacer una entrada dramática a través del oleaje y anunciaba a la población el inicio de su liberación: «Pueblo de las Filipinas, ¡yo he regresado! Por la gracia de Dios Todopoderoso, nuestras fuerzas pisan suelo filipino de nuevo.»

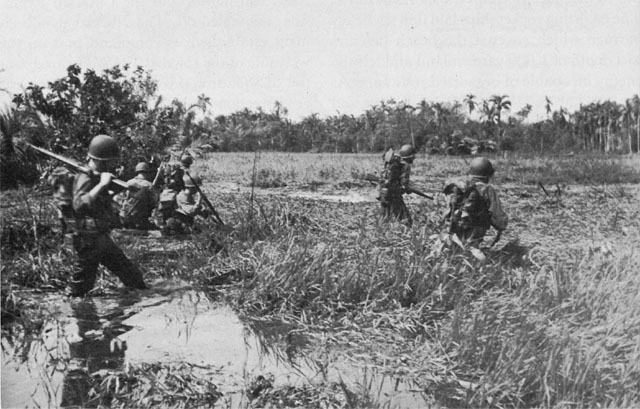
La 1.ª División de Caballería de Estados Unidos vadea un pantano en Leyte.

Al final de un día, el Sexto Ejército había avanzado 3,2 km en tierra adentro y controlaban el estrecho de Panaon en el extremo sur de Leyte. En el sector del Cuerpo X, la 1.ª División de Caballería tomó el aeródromo de Tacloban, y la 24.ª División de Infantería había tomado el terreno elevado de la colina 522 al mando de sus cabezas de playa. En el sector del XXIV Cuerpo, la 96.ª División de Infantería mantuvo los acercamientos a la colina de Catmon. La 7.ª División de Infantería tomó la ciudad de Dulag, lo que obligó el general Makino a mover su puesto de mando 16 km hacia el interior de la ciudad de Dagami. La lucha inicial fue ganada con un costo de 49 muertos, 192 heridos y seis desaparecidos.

### Campaña en el sur del Valle de Leyte
El Sexto Ejército hizo un progreso constante hacia el interior contra la resistencia enemiga esporádica y descoordinada en Leyte en los próximos días. La 1.ª División de Caballería del mayor general Verne D. Mudge aseguró la capital provincial, Tacloban, el 21 de octubre. El 23 de octubre, el general MacArthur presidió una ceremonia para restaurar el gobierno civil en Leyte. Las 1.ª y 2.ª Brigadas de Caballería iniciaron una acción de contención para evitar un contraataque japonés en las montañas del interior, después de lo cual la 1.ª Brigada se le permitió seguir adelante.

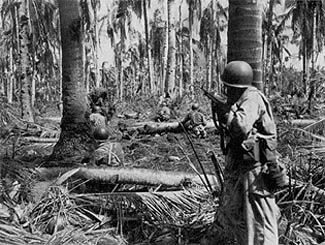
Soldados de infantería estadounidenses se mueven con cautela hacia un nido de ametralladoras.

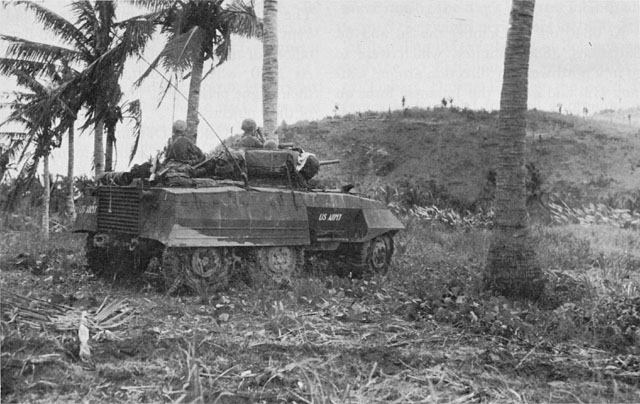
Coche blindado de EE. UU. en Labiranan Head.

En la izquierda del Cuerpo X estaba la 24.ª División de Infantería, bajo el mando del comandante Frederick A. Irving, condujo a sus tropas hacia el interior de la resistencia enemiga. Después de días y noches de dura lucha y matando cerca de 800 japoneses, el 19.º y 34.º Regimientos de Infantería ampliaron sus cabezas de playa y tomaron el control de la tierra alta, siendo esta la entrada al norte del valle de Leyte. Para el 1 de noviembre, después de siete días de avance de la infantería con el apoyo de fuego de artillería, dos regimientos habían avanzado a través del valle de Leyte y estaban a la vista de la costa norte y el puerto de Carigara. Al día siguiente, la 2.ª Brigada de Caballería capturó Carigara. En su avance a través del valle de Leyte, la 24.ª División infligió cerca de casi 3.000 bajas enemigas. Estos avances dejaron sólo un puerto importante en Leyte -la ciudad de Ormoc en la costa oeste- bajo control japonés.

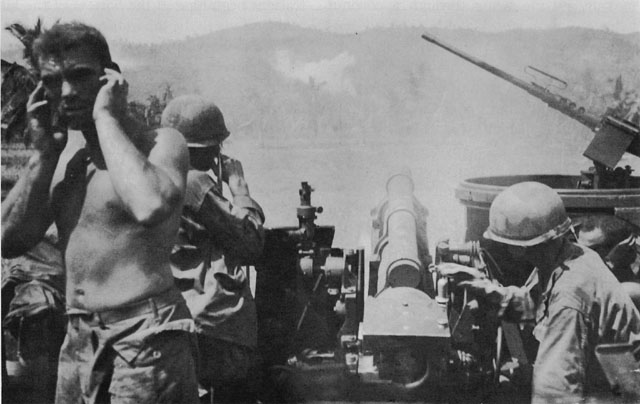
Un obús de 105 mm abre fuego en la colina Catmon.

Desde la cabeza de playa del Cuerpo XXIV en Gen, Hodge había enviado a sus dos divisiones al sur del valle de Leyte, que ya contenía cuatro campos de aviación y un centro de abastecimiento general. La misión de la 96.ª División de Infantería del mayor general James L. Bradley era despejar la colina Catmon, un promontorio de 430 metros, y el punto más alto de los dos cabezas de playa, utilizada por los japoneses como una un puesto observación y de disparos para abrir fuego cuando la lancha de desembarque se acerque a la playa el día A. Al amparo de la artillería incesante y del fuego naval, las tropas de Bradley se abrieron paso a través de los pantanos al sur y al oeste de las tierras altas en Labiranan Head. Después de una lucha de tres días, el 382.º Regimiento de Infantería tomó una base clave de suministro japonés en Tabontabon, 8 km hacia el interior, y mataron a unos 350 japoneses el 28 de octubre. Simultáneamente, dos batallones de los regimientos de infantería 381.º y 383.º Regimiento de Infantería avanzaron lentamente hacia arriba de la colita Catmon en sentidos opuestos, y se enfrentaron a una feroz resistencia japonesa. Cuando se completó el barrido de la colita Catmon el 31 de octubre, los estadounidenses habían limpiado 53 fortines, 17 cuevas y varias posiciones de artillería pesada.
En la izquierda del Cuerpo XXIV, la 7.ª División de Infantería bajo el mando del mayor general Archibald V. Arnold, se movieron tierra adentro contra cuatro campos de aviación japoneses entre las pequeñas ciudades de Dulag y Burauen. El 21 de octubre, la 184.ª División de Infantería llegó al campo de aviación de Dulag, mientras que el 32.º Regimiento de Infantería tomó ambos lados del río Calbasag. La sangrienta lucha por los campos de aviación y el pueblo se decidió por las cuñas de los tanques estadounidenses, que despejaron el camino para que los soldados de infantería puedan avanzar. En Burauen, la 17.º Regimiento de Infantería venció la resistencia fanática pero inútil de los agujeros de araña y ataques suicidas japoneses para detener a los tanques estadounidenses mediante la detonación de explosivos contra sus cascos blindados. Una milla al norte, los soldados de la 32.ª de Infantería mataron a más de 400 japoneses en el aeródromo de Buri, mientras que dos batallones de la 184.º de Infantería patrullaban el flanco izquierdo del cuerpo, la 17.ª de Infantería, con el 2.º Batallón de la 184.ª de Infantería unido, se volvió hacia el norte de Dagami, 9,7 km por arriba de Burauen. Usando lanzallamas para que el enemigo salga fuera de los fortines y de un cementerio, las tropas estadounidenses capturaron Dagami el 30 de octubre, lo que obligó a evacuar al general Makino su puesto de mando hacia el oeste. Mientras tanto, el 29 de octubre, el 2.º Batallón de la 32.ª de Infantería, precedido por el reconocimiento de la 7.ª de Caballería, se dirigió 24 km al sur a lo largo de la costa este a Abuyog para una revisión de la zona, y luego, durante los próximos cuatro días, patrullaban la costa oeste a través de las montañas para tener la bahía de Ormoc bajo vigilancia, todo ello sin oposición.

### Contraataques japoneses
A medida que el Sexto Ejército avanzaba cada vez más profundamente en Leyte, los japoneses contraatacaron por aire y por mar. El 24 de octubre, 150 o 200 aviones se acercaron a las cabezas de playa norteamericanas enemigo enviadas desde el norte. Cincuenta aviones estadounidense con base en tierra se elevaron para interceptarlos, y afirmaron haber derribado entre 66 y 84 aviones de los atacantes. De día y noche los ataques aéreos continuaron durante los siguientes cuatro días, dañando los suministro de vertederos en tierra y amenazando a la marina norteamericana. Pero el 28 de octubre, los contraataques con aviones de EE. UU. contra los campos de aviación y el transporte marítimo japonés en otras islas redujo la zona aérea y los ataques de la fuerza aérea japonesa dejaron de ser una amenaza importante. A medida que su fuerza aérea disminuía, los japoneses recurrieron a los mortales kamikazes, un cuerpo de pilotos suicidas que estrellaban sus aviones cargados de bombas directamente en los barcos de los Estados Unidos. Eligieron como primer objetivo una flota norteamericana que se había congregado en el golfo de Leyte y lograron hundir un portaaviones de escolta y dejaron muy dañados otros buques.

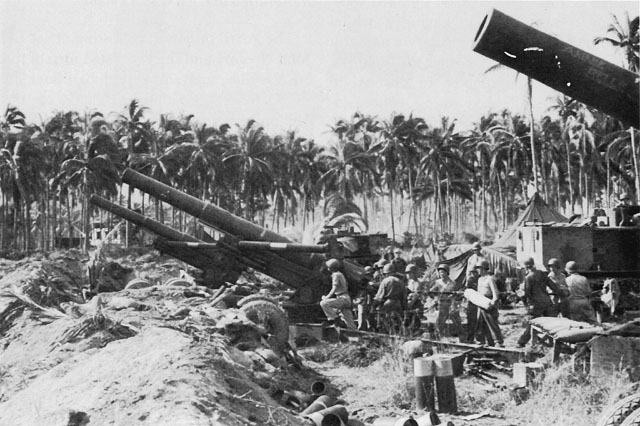
Obuses de 8 pulgadas de Estados Unidos del 61.º Batallón de Artillería de Campaña preparados cerca de Tacloban, Leyte, 21 de octubre de 1944.

Uno de los peligros más graves para las fuerzas de Estados Unidos se desarrolló en el mar. El alto mando de la Armada Imperial Japonesa decidió destruir las fuerzas de la Marina de EE. UU., que apoyaban el Sexto Ejército, para provocar una batalla decisiva con los estadounidenses con toda la flota que le quedaba. El plan de la Armada Imperial era atacar en tres grupos de marina principales. Uno, que incluyó cuatro portaaviones con pocos aviones a bordo, actuaba como señuelo, atrayendo a la Tercera Flota de EE. UU. al norte, lejos del golfo de Leyte. Si el señuelo era exitoso, los otros dos grupos, que consistían principalmente de buques pesados, entrarían en el golfo desde el oeste y atacarían a los transportes norteamericanos.

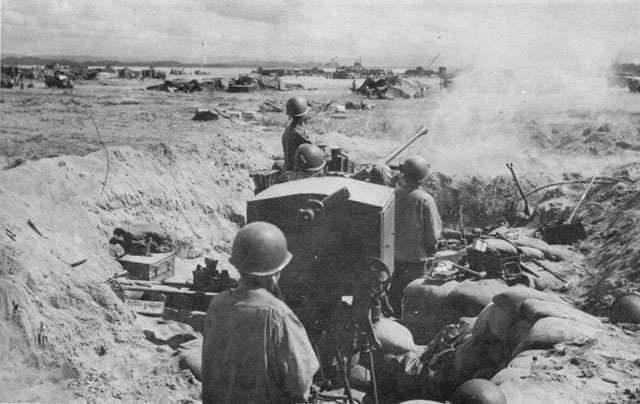
Un cañón antiaéreo de EE. UU. en el aeródromo de Tacloban en acción.

El 23 de octubre, se detectó la llegada de los buques enemigos. Las unidades navales de Estados Unidos se trasladaron a interceptarlos, y se produjo la batalla aérea y naval del golfo de Leyte, la batalla naval más grande en el Pacífico, y también una de las mayores batallas navales de la historia, que se libró entre el 23 y el 26 de octubre. Los japoneses sufrieron allí una derrota decisiva. Sin embargo, el 11 de diciembre, los japoneses habían logrado desembarcar más de 34 000 tropas en Leyte y más de 9100 toneladas de material bélico, la mayoría a través del puerto de Ormoc, en la costa oeste, a pesar de las fuertes pérdidas a los convoyes de refuerzo, incluyendo los enfrentamientos en la bahía de Ormoc, a causa de las misiones de intersección aérea de las aviones de los estadounidenses.

### Avance hacia el norte del valle de Leyte
Los refuerzos japoneses presentaron graves problemas tanto para Krueger como para MacArthur. En lugar de proyectar las operaciones planeadas después de limpiar la zona este de Leyte, el Sexto Ejército tuvo que prepararse para un combate prolongado en las montañas en su lado occidental, que incluyeron el aterrizaje de tres divisiones de reserva en Leyte, esto impulsó el adelantamiento de las operaciones de MacArthur para la campaña de Filipinas de nuevo y el despliegue que el Departamento de Guerra planeaba en el Pacífico.

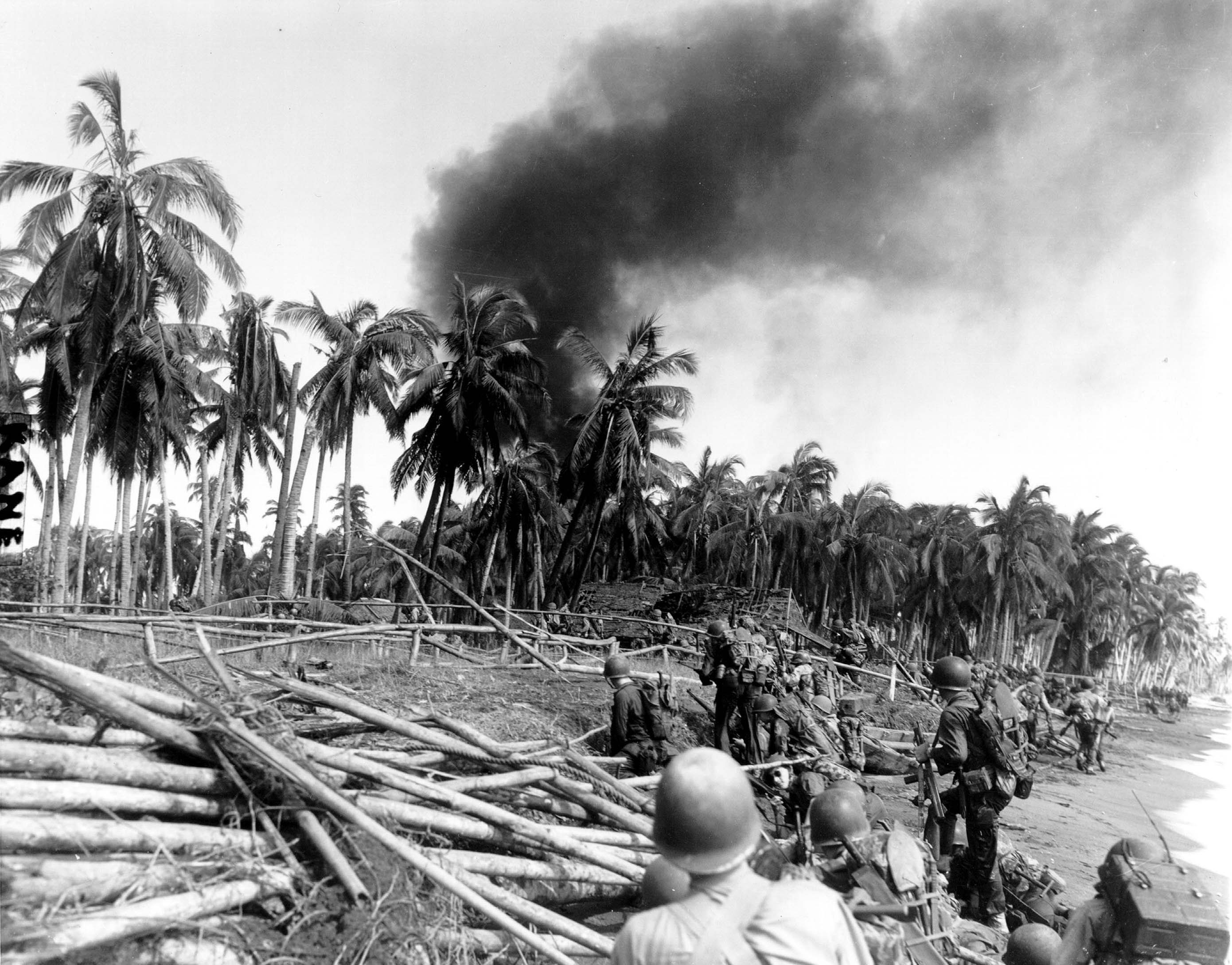
Las tropas estadounidenses del 7.º Regimiento de Caballería avanzan hacia San José en la isla de Leyte, Filipinas, 20 de octubre de 1944.

Las 1.ª División de Caballería y la 24.ª de Infantería avanzaron hacia Carigara el 2 de noviembre realizó exitosamente la fase inicial de la campaña. Después de 17 días de operaciones de combate, el Sexto Ejército tuvo todos sus objetivos primarios y secundarios de la fase bajo control, así como uno de los objetivos de la tercera fase, Abuyog. Además, los elementos de la 7.ª División habían avanzado a través de la isla desde el extremo sur del sector del XXIV Cuerpo y se aproximaban a la ciudad de Baybay en la costa oeste para controlarla. Sólo un área clave, el valle de Ormoc en el lado oeste de la isla, se mantuvo sin tomar.
Para ocupar el valle de Ormoc, el general Krueger planeaba una gigante operación tenaza, con las fuerzas del Cuerpo X hacia el sur a través de las montañas, y las unidades del XXIV Cuerpo avanzando hacia el norte por la costa occidental. Para superar el aumento de la resistencia esperada, sobre todo en la barrera montañosa del norte, Krueger movilizó a sus fuerzas de reserva, la 32.ª y 77.ª Divisiones de Infantería, mientras MacArthur preparó la entrada de la 11.ª División Aerotransportada. El 21.º RCT salió de la zona de Panaon para reincorporarse a la 24.ª División y fueron reemplazados por un batallón de Infantería de la 32.ª. El 3 de noviembre, el 34.º Regimiento de Infantería se movilizó desde el oeste de Carigara a ocupar el resto de la costa norte antes de girar hacia el sur en las montañas. El 1.er Batallón pronto fue atacado en una cresta a lo largo de la carretera. Con el apoyo de la 63.º Batallón de Artillería de Campaña, la unidad derrotara a los japoneses de la cresta, y la 3.ª de Infantería continuó sin oposición por la noche a través de la ciudad de Pinamopoan, recuperándose numerosas armas pesadas abandonadas por el enemigo, y luego se detuvo en un punto donde la carretera 2 gira hacia el sur por las montañas.

### Batallas de 'Breakneck' y las crestas de Kilay
El 7 de noviembre, la 21.ª de Infantería entró en su primer combate sostenido en Leyte cuando se trasladó a las montañas a lo largo de la carretera 2, cerca de la bahía de Carigara. El regimiento fresco, con el 3.er Batallón del 19.º de Infantería junto, de inmediato se encontró con las fuertes defensas de la 1.ª División Japonesa recién llegada, alineadas de este a oeste a través de la carretera y anclados en una red de posiciones de combate construidos de troncos pesados y de interconexiones de líneas de trincheras e innumerables agujeros de araña, que se conoció como la "Breakneck Ridge".
Un tifón se inició el 8 de noviembre, y la fuerte lluvia que siguió durante varios días impidió mayores progresos norteamericanos. A pesar de la tormenta y los fuertes vientos, sumados a la caída de árboles el y deslizamientos de lodo a las defensas enemigas y los retrasos de los trenes de suministro, la 21.ª de Infantería continuó su ataque lento y vacilante, con compañías que se solían que tener que retirar y recuperar colinas que se habían tomado anteriormente. Los estadounidenses tomaron los accesos a la colina 1525 3,2 km al este, permitiendo a Irvirg obligar a los japoneses a estirar sus defensas a través de 6,4 km frente a lo largo de la carretera 2.
Luego de cinco días de lucha contra las posiciones de la colina las habían vuelto aparentemente inexpugnables, y dos noches con resultados infructuosos al intentar rechazar los contraataques enemigos, hicieron que Irving se decidiera por una doble envolvente de los defensores enemigos. El 2.º Batallón de la 19.ª de Infantería volvieron al este de la colina 1525 detrás del flanco enemigo derecho, en la reducción de la carretera a 4,8 km al sur de la "Breakneck Ridge". Para tomar el flanco izquierdo hacia el oeste, Irving envió al 1.º Batallón del 34.ª de Infantería al mando del teniente coronel Thomas E. Clifford, sobre la zona de Carigara a un punto de distancia de 3,2 km al oeste, donde dio la vuelta hacia el sur de la carretera 2 y se movió hacia el interior. Esta maniobra anfibia se hizo en dieciocho LVTs del 727.º Batallón Anfibio. Después de cruzar la línea de la cresta y el río de Leyte, se acercaron al flanco izquierdo enemigo a 270 m sobre las crestas de Kilay, el terreno más alto detrás de la principal zona de batalla. Ambos batallones alcanzaron posiciones a sólo 910 m de distancia a ambos lados de la carretera el 13 de noviembre, a pesar de la oposición de las fuertes lluvias. El Batallón de Clifford atacó rápidamente las crestas de Kilay por el oeste, mientras que el 2.º Batallón asalto una colina en el lado este. Ninguna de las unidades lograron sus respectivos objetivos.

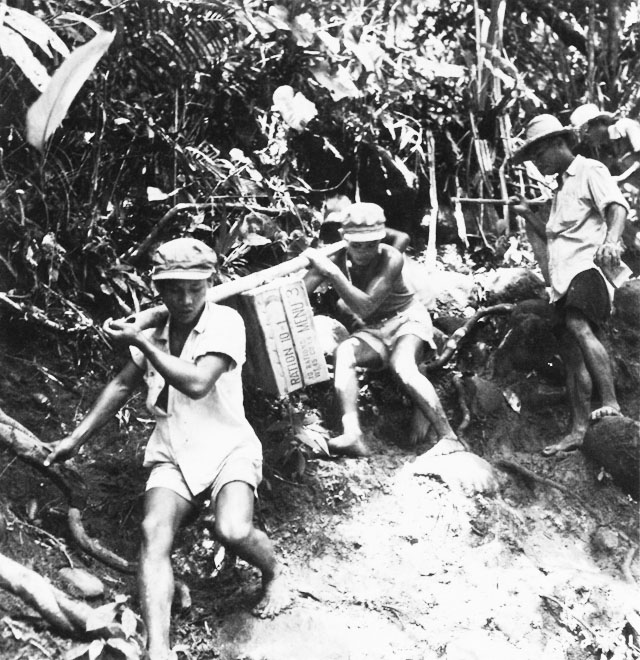
Voluntarios filipinos llevan suministros a la 12.ª Brigada de Caballería.

Tomó a los hombres de Clifford cerca de dos semanas de lucha por el barro y la lluvia, a menudo peligrosamente cerca de fuego amigo de artillería, que era utilizado para erradicar los japoneses fuera de las posiciones de combate en el camino hasta las crestas de Kilay. El 2 de diciembre el batallón de Clifford finalmente despejó las alturas que dominan la carretera, y las unidades de la 32.ª División rápidamente se hicieron cargo. El equipo de Clifford sufrió 26 muertos, 101 heridos y dos desaparecidos, en contraste con los 900 muertos japoneses. Por sus arduos esfuerzos en las crestas de Ridge y las áreas adyacentes, ambos batallones recibieron las Presidential Unit Citation. Clifford recibió la Cruz por Servicios Distinguidos por la acción. No fue hasta el 14 de diciembre que la 1.ª División de Caballería y la 32.ª de Infantería despejaron la zona de Breakneck–Crestas de Kilay, colocando las partes más fuertemente defendidas de la autopista 2 entre la bahía de Carigara y el valle de Ormoc bajo control del X Cuerpo .
A lo largo de esta fase, los esfuerzos estadounidenses se habían visto cada vez más obstaculizado por problemas logísticos. El terreno montañoso y los caminos intransitables forzaron a las unidades de transporte Sexto Ejército a improvisar trenes de reabastecimiento por lanchas de desembarco de la Armada, camiones oruga, lanzamientos desde el aire, tractores de artillería, camiones, e incluso los carabaos y a cientos de filipinos. El 727.º Batallón Anfibio realizaba a diario, a menudo múltiples, viajes con municiones y raciones entre Capoocan y Calubian. Desde Calubian, los vehículos anfibios del 727.º navegaban por el río Naga a Consuegra y luego recorrían el camino por tierra a Agahang. En su viaje de regreso evacuaban a los heridos. No es sorprendente, entonces, que reabastecimiento se desaceleraba cada vez más al ritmo con el que avanzaban, por lo que los ataques también se vieron disminuidos, sobre todo en las montañas al norte y al este del valle de Ormoc y posteriormente en las crestas a lo largo de la bahía de Ormoc.

### Avance a través del valle de Ormoc
Mientras el Cuerpo X avanzaba a través de las montañas del norte, el Cuerpo XXIV tuvo dificultades para reunir sus fuerzas en torno a Baybay, para la unidad norte que iba a ir por la costa oeste del valle de Ormoc. A mediados de noviembre, el Cuerpo XXIV todavía tenía sólo el 32.º Regimiento de Infantería en el oeste de Leyte, con los restos de la 7.ª División asegurando Burauen. Sólo la llegada de la 11.ª División Aerotransportada alrededor de 22 de noviembre, finalmente hizo que el general Hodge permitiera a toda la 7.ª División moverse hacia el oeste. En la noche del 23 de noviembre, la 32.ª de Infantería de pronto fue atacado por la 26.ª División japonesa. El 2.º Batallón del regimiento retrocedió por la fuerza del sorpresivo ataque, pero recuperó el terreno perdido al día siguiente. El general Arnold ordenó a sus unidades para cavar y juntó al 1.º Batallón , 184.ª de Infantería , al 32.ª de Infantería, incluyendo refuerzos del 767.º Batallón de Tanques, el 49.º Batallón de Artillería, y una batería de 155 mm de la batería del Cuerpo de Marines. Golpeados por un intenso fuego de estas unidades de artillería, los japoneses se concentraron en ellos en la noche del 24 de noviembre, y puso cuatro piezas de 105 mm fuera de acción. El 57.º Batallón de Artillería les reforzó el día siguiente, dando a la 7.ª División cinco baterías adicionales para apoyar lo que se había convertido en un gran esfuerzo defensivo. La batalla por el "Shoestring Ridge" continuó, ya que los japoneses prepararon dos ataques más en noches consecutivas a pesar de las fuertes bajas. No fue hasta el 27 de noviembre cuando las tropas estadounidenses fueron capaces de pasar a la ofensiva, con unos 500 enemigos muertos y 29 ametralladoras abandonados fuera y dentro del perímetro defensivo descubierto durante su avance septentrional.
El general Arnold finalmente comenzó su avance hacia Ormoc con una táctica nueva. En la noche del 4 de diciembre vehículos del 776.º Batallón de Tanques Anfibios se hicieron a la mar y superaron 910 m por delante de las tropas de tierra, lo largo del norte de la costa. A la mañana siguiente, los tanques se movían hacia 180 m dentro de la orilla y dispararon a las colinas junto al avance de los 17.º y 184.º Regimientos de Infantería. Esta táctica resultó eficaz, logrando desorganizar considerablemente las defensas enemigas, excepto cuando las tropas de tierra se encontraron con defensas enemigas constituidas por bolsas de arena en pendientes inclinadas, protegidas del fuego de los tanques anfibios. La 7.ª División avanzó al norte con dos regimientos que encontraron fuerte fuego enemigo procedente de la colina 918, a partir del cual se puede observar toda la costa de la ciudad de Ormoc. Dos días de intensos combates contra unidades enemigas permitieron a los 17.º y 184.º Regimientos destruir el punto de apoyo japonés, después de lo cual el avance se aceleró. Para el 12 de diciembre el batallón del general Arnold estaba a menos de 16 km al sur de la ciudad de Ormoc.

### Caída de Ormoc
Mientras que el general Arnold se acercaba cada vez más cerca de Ormoc, los japoneses hicieron un ataque sorpresa contra los aeródromos de Burauen con las divisiones 16.ª y 26.ª Divisiones en las montañas centrales, junto con la 3.ª y 4.ª Regimientos Aerotransportados de Ataque de Luzón. Unos 350 paracaidistas japoneses cayeron al atardecer del 6 de diciembre, en su mayoría cerca de la pista de aterrizaje de San Pablo. Aunque mal coordinado, el ataque enemigo produjo la incautación de algunas armas abandonadas, con las cuales se las arreglaron para utilizar contra los estadounidenses en los próximos cuatro días. Apresuradamente esgrimidos, los grupos de apoyo y de servicio de las tropas de la 7.ª División no presentaron batalla a los japoneses hasta que los refuerzos de la 11.ª División Aerotransportada y la 38.ª División de Infantería llegaron, y concentraron la fuerza suficiente para contener y derrotar a los paracaidistas enemigos al caer la noche del 11 de diciembre. Con unos pocos depósitos de suministros estadounidenses y aeronaves en tierra destruidos y los proyectos de construcción con retraso, los ataques de los enemigos en los campos de aviación no tuvieron ningún efecto sobre la campaña global de Leyte.

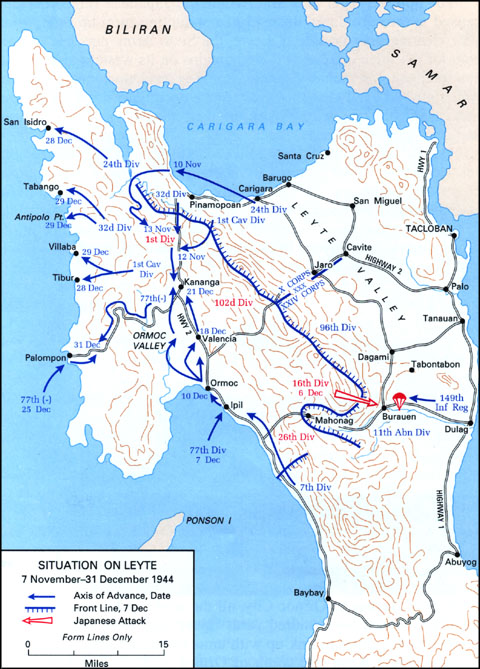
Situación de Leyte, del 7 de noviembre al 31 de diciembre de 1944.

Mientras tanto, en el lado occidental de Leyte, el Cuerpo XXIV recibió refuerzos el 7 de diciembre con el desembarco de la 77.ª División de Infantería bajo el mando del general de división Andrew D. Bruce al sur de la ciudad de Ormoc. Los 305.º, 306.º y 307.º Regimientos de Infantería de la 77.ª División desembarcaron sin oposición, aunque el envío naval fue sometido a ataques aéreos de los kamikazes. La llegada de la 77.ª División fue decisiva. Esto permitió a la 7.ª División reanudar su marcha hacia el norte, y los defensores enemigos fueron apretados rápidamente entre las dos fuerzas. El general Suzuki ordenó a la fuerza de trabajo Burauen liberarse de la presión y cruzar las montañas para ayudar a sostener al valle de Ormoc. Sólo pequeños, agotados y desnutridos grupos de estas tropas llegaron a la costa oeste en el tiempo para ser de alguna utilidad.
La 77.ª División enfrentó una fuerte oposición en el campo Downes, un mensaje de preguerra de la Policía de Filipinas. Con el apoyo de los 305.º y 902.ª Batallones de Artillería, las tropas del general Bruce avanzaron a través y más allá del campo Downes para entrar en la ciudad de Ormoc el 10 de diciembre y, en su transmisión final, las tropas estadounidenses habían matado a 1.506 enemigos y tomado a siete prisioneros, mientras contaban 123 muertos o heridos y 13 desaparecidos. Con la ciudad de Ormoc capturada, los Cuerpos XXIV y X avanzaron solo 26 km de distancia más. En el medio, se encontraba el último enemigo sobresaliente con sus defensas anclados en un fortín, al norte de Ormoc, en poder del 12.º Regimiento de Infantería Independiente, los cuales lograron resistir durante dos días a los estadounidenses. El 14 de diciembre, el 305.º de Infantería había tomado la posición, ayudado por descargas de artillería pesada y el uso de lanzallamas y bulldozers blindados. Por el combate cuerpo a cuerpo y el liderazgo inspirador Capitán Robert B. Nett, que más tarde le valería una Medalla de Honor, habían logrado despejar el enemigo del fortín, mientras que la Compañía E, del 2.º Batallón , 305.º Regimiento de Infantería, avanzó a través de intenso fuego enemigo y mató a varios los soldados japoneses.

### Marcha hacia el oeste de la costa
Después de salir de Ormoc, la 77.ª División tomó el aeropuerto de Valencia, 11 km al norte, el 18 de diciembre, y continuó hacia el norte para establecer contacto con las unidades del Cuerpo X. Ese mismo día, el general Sibert mandó a la 1.ª División de Caballería a completar el viaje al sur. El 12.º Regimiento de Caballería fue empujado fuera de la montaña en una pista al suroeste de carretera 2, y, a continuación, avanzó gracias al apoyo del 271.º Batallón de Artillería, logrando despejar un tramo de 5 km de la carretera. Al norte del valle de Ormoc, la 32.ª División había conocido la decidida oposición de la defensa de la 1.ª División japonesa a lo largo de la carretera 2, después de correrse al sur pasando las crestas de Kilay y entrando en una pesada selva tropical con la visibilidad limitada y el enemigo ocultó. Con el uso de lanzallamas, granadas de mano, rifles y bayonetas, las tropas lograron solamente avances diarios medidos en metros, y luego de cinco días de duros combates, los 126.º y 127.º Regimientos de Infantería avanzaron menos de 1,6 km. El contacto entre las patrullas de las 12.ª División de Caballería y la 77.ª de Infantería el 21 de diciembre marcó la coyuntura de Cuerpos X y XXIV de Estados Unidos, y el cierre de maniobra de pinza del Sexto Ejército contra el valle de Ormoc.
Mientras que las 77.ª y 32.ª Divisiones se reunieron en el valle, la 11.ª División Aerotransportada del mayor general Joseph M. Swing se habían movido a la montaña central por el este. Con el bloqueo de las posiciones establecidas al sur del valle de Leyte durante los días 22 y 24 de noviembre, el 511.º Regimiento de Infantería Paracaidista avanzó más hacia el oeste en las montañas el 25 de noviembre. Después de un avance arduo, la 511.º alcanzó Mahonag, a 16 km al oeste de Burauen, el 6 de diciembre, el mismo día que los paracaidistas japoneses aterrizaron en los aeródromos de Buri y San Pablo. El 16 de diciembre, el 2.º Batallón, de 32.ª de Infantería, hizo un progreso lento pero constante en las montañas de la zona de la bahía de Ormoc para cumplir con el regimiento aéreo y ayudar con su paso hacia el oeste. El 23 de diciembre, después de luchar contra los dispersos defensores japoneses en las crestas y en las cuevas, los soldados de infantería de la 7.ª División se reunieron con las tropas del 2.º Batallón, 187.º Regimiento de Infantería Planeador, que había pasado a través de la 511.ª para completar el traslado entre la isla.
El general Bruce abrió la unidad en Palompon enviando los 2.º y 3.º Batallones del 305.ª de Infantería, con apoyo de la artillería, al oeste, a lo largo de la carretera en la mañana del 22 de diciembre. El 302.º Batallón de Ingenieros siguió la reparación y refuerzo de puentes para vehículos blindados, artillería y suministro. Las Unidades de Asalto progresaron rápidamente a través de esporádicos fuego enemigo hasta que llegaron a las posiciones fuertes a unos 13 km por debajo de Palompon. Para restaurar el impulso, el general Bruce envió al 1.º Batallón, del 305.ª de Infantería, desde el puerto de Ormoc a Palompon, en lanchas de desembarque de la Armada. Con el apoyo de fuego de mortero de los barcos de la 2.ª Brigada Especial de Ingenieros y de los cañones de 155 mm del 531.º Batallón de Artillería, las tropas de infantería desembarcaron a las 07:20 el 25 de diciembre y aseguraron el pequeño pueblo costero en cuatro horas.
Al enterarse de la captura del último puerto abierto de los japoneses, el general MacArthur anunció el fin de la resistencia organizada en Leyte. Al continuar estas redadas, transfirió el control de las operaciones en Leyte y Samar al Octavo Ejército el 26 de diciembre. Más al norte, otras fuerzas estadounidenses avanzaron más rápido contra las tropas enemigas más desorganizadas y desanimadas. Las tropas de la 1.ª División de Caballería llegaron a la costa el 28 de diciembre y las unidades de la 24.ª División de Infantería despejaron las últimas posiciones enemigas desde la esquina noroeste de Leyte en el mismo día, y dos días más tarde por patrullas de la 32.ª División. Pero los japoneses continuaron luchando como unidades hasta el 31 de diciembre, y el consiguiente barrido de rezagados continuó hasta el 8 de mayo de 1945.

## Consecuencias
La campaña de Leyte fue la primera y más decisiva operación en la reconquista norteamericana de las Filipinas, y costó un total de 15.584 víctimas a los Estados Unidos, de los cuales 3.504 fueron muertos en acción. No solo fueron los estadounidenses los únicos de las fuerzas aliadas en sufrir pérdidas. Las víctimas australianas incluyeron 30 muertos y 64 heridos cuando un avión kamikaze japonés se estrelló en el crucero pesado HMAS Australia durante la batalla del Golfo.
Se estima que los japoneses perdieron alrededor de 49 000 tropas de combate en su fallida defensa de Leyte. Sus pérdidas en la campaña fueron muy elevadas, siendo destruidas cuatro divisiones de ejército y varias unidades de combate diferentes, mientras que la Armada perdió 26 buques de guerra y 46 transportes grandes y cientos de buques mercantes. La lucha también redujo la capacidad aérea con base en tierra japonesa en las Filipinas en más del 50%, lo que obligó a depender de pilotos kamikaze. Unos 250 000 soldados permanecían en Luzón, pero la pérdida de apoyo aéreo y naval en Leyte disminuyeeron las opciones del general Yamashita, que ahora tenía que luchar en la defensiva batalla de desgaste en Luzón, la isla más grande y más importante en el Filipinas. En efecto, una vez que se perdió la batalla decisiva de Leyte, los japoneses perdieron la esperanza de retener las Filipinas, concediendo a los aliados un bastión fundamental por el que Japón podría ser fácilmente desabastecida de recursos externos, y desde donde los asaltos finales sobre las islas japonesas podrían ser lanzados.